# Viktor Kalisch
Viktor Kalisch (* 4. Dezember 1902; † 21. Juli 1976) war ein österreichischer Kanute, der bei den Olympischen Sommerspielen 1936 in Berlin eine Silbermedaille gewann.
Zusammen mit Karl Steinhuber wurde Kalisch im Zweier-Kajak über 10.000 Meter von den Deutschen Ludwig Landen und Paul Wevers um zwanzig Sekunden geschlagen, die österreichische Mannschaft verwies aber das schwedische Team um über eine Minute Vorsprung auf den dritten Platz.